# Государственный советник юстиции 2-го класса

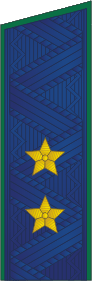

Государственный советник юстиции 2 класса (генерал-лейтенант юстиции) — третий по старшинству классный чин в органах прокуратуры СССР (в 1943—1991 гг.) и Российской Федерации (с 1991 г.) и в органах юстиции Российской Федерации (в 1991—2007 гг.).

## История
В органах прокуратуры чин установлен Указом Президиума Верховного Совета СССР от 16 сентября 1943 года «Об установлении классных чинов для прокурорско-следственных работников органов прокуратуры» и присваивался указами Президиума Верховного Совета СССР лицам, занимающим должности заместителей Генерального прокурора СССР. В Российской Федерации чин присваивается указами Президента Российской Федерации лицам, которым присваивается воинское звание генерал-лейтенант юстиции.
В органах юстиции чин установлен Постановлением Президиума Верховного Совета РСФСР от 1 июля 1991 года № 1506-I «Об установлении классных чинов для работников органов юстиции и государственного нотариата РСФСР» и присваивался указами Президента Российской Федерации. В органах юстиции чин упразднён Указом Президента Российской Федерации от 19 ноября 2007 года «О порядке присвоения и сохранения классных чинов юстиции лицам, замещающим государственные должности Российской Федерации и должности федеральной государственной гражданской службы, и установлении федеральным государственным гражданским служащим месячных окладов за классный чин в соответствии с присвоенными им классными чинами юстиции». Вместо него введён чин «действительный государственный советник юстиции Российской Федерации 2 класса».
Этим же Указом установлено, что классный чин государственного советника юстиции 2 класса, присвоенный ранее лицам, замещающим должности федеральной государственной гражданской службы в Министерстве юстиции Российской Федерации, Федеральной службе судебных приставов, Федеральной регистрационной службе, Федеральной службе исполнения наказаний, аппаратах федеральных судов, Судебном департаменте при Верховном Суде Российской Федерации, считается классным чином действительного государственного советника юстиции Российской Федерации 2 класса, а классный чин государственного советника юстиции 2 класса, присвоенный ранее лицам, замещающим должности федеральной государственной гражданской службы, по которым не присваиваются классные чины юстиции (в том числе соответствующие должности в перечисленных государственных органах), считается классным чином действительного государственного советника Российской Федерации 2 класса.
В правовом отношении государственный советник юстиции 2 класса — это два разных чина в системах органов прокуратуры и юстиции, поэтому при переходе руководящих работников из органов юстиции в Генеральную прокуратуру или наоборот, чин присваивался вновь.
На погонах государственного советника юстиции 2 класса в органах прокуратуры и юстиции Российской Федерации вышиваются две золоченые пятиконечные выпуклые звездочки диаметром 25 мм.
Выше чина государственного советника юстиции 2 класса в органах прокуратуры — государственный советник юстиции 1 класса, и в органах юстиции до 2007 г. также государственный советник юстиции 1 класса.
В некоторых государствах СНГ (после распада СССР) государственный советник юстиции 2 класса — второй по старшинству (пример — Белоруссия) или третий по старшинству (примеры — Казахстан, Украина) классный чин в органах прокуратуры.

## Государственные советники юстиции 2 класса (в СССР)
- М. Ю. Рагинский
- Л. Р. Шейнин